# Sumampattus
Sumampattus  (лат.) — род аранеоморфных пауков из подсемейства Aelurillinae в семействе пауков-скакунов (Salticidae). Представители рода распространены в странах Южной Америки.

## Этимология
Название рода состоит из Sumampa, департамент Аргентины, плюс обычная для пауков-скакунов приставка -attus.

## Виды
- Sumampattus hudsoni (Galiano, 1996) — Парагвай, Уганда, Аргентина
- Sumampattus pantherinus (Mello-Leitão, 1942) — Аргентина
- Sumampattus quinqueradiatus (Taczanowski, 1878) — Перу, Бразилия, Парагвай, Аргентина